# Menara Public Bank
Pour les articles homonymes, voir Menara Public Bank (Johor Bahru).
La Menara Public Bank est un gratte-ciel de 170 mètres de hauteur construit en 1994 à Kuala Lumpur, en Malaisie.
Il abrite des bureaux sur 36 étages.
L' architecte est l'agence malaisienne PSP Akitek